# Mes vies de chien
Série
Mes autres vies de chien
(2019)
Pour plus de détails, voir Fiche technique et Distribution.
Mes vies de chien (A Dog's Purpose) est un film américain réalisé par Lasse Hallström, sorti en 2017. Ce film est le premier volet du film Mes autres vies de chien (A Dog's Journey), réalisé par Gail Mancuso, sorti en 2019.

## Synopsis
Bailey est un chien (Josh Gad) qui se réincarne plusieurs fois. Il va connaitre diverses situations de vie en se rappelant combien il aimait son premier maître...

## Fiche technique
Sauf indication contraire, les informations mentionnées dans cette section peuvent être confirmées par la base de données cinématographiques IMDb,  présente dans la section « Liens externes ».
- Titre original : A Dog's Purpose
- Titre français et québécois : Mes vies de chien
- Réalisation : Lasse Hallström
- Scénario : W. Bruce Cameron, Cathryn Michon
- Photographie : Terry Stacey
- Montage :
- Musique : Rachel Portman
- Direction artistique : Réjean Labrie, Larry Spittle
- Décors : Michael Carlin
- Costumes : Shay Cunliffe
- Producteurs : Gavin Polone, Darren Reagan, Mark Sourian
  - Producteurs délégués : Alan C. Blomquist
- Sociétés de production : Amblin Entertainment, Amblin Partners, Walden Media, et Pariah Entertainment Group (coproductions)
- Sociétés de distribution : Universal Pictures (États-Unis), Metropolitan Filmexport (France)
- Pays de production :  États-Unis
- Langue originale : anglais
- Format : Couleur, Dolby Digital (son)
- Genre : comédie dramatique
- Durée : 98 minutes
- Dates de sortie :
  - États-Unis, Québec : 27 janvier 2017
  - France : 19 avril 2017

## Distribution
Sauf indication contraire, les informations mentionnées dans cette section peuvent être confirmées par la base de données cinématographiques IMDb,  présente dans la section « Liens externes ».
- Josh Gad (VF : Christophe Lemoine ; VQ : Olivier Visentin) : Bailey le chien (voix)
- K.J. Apa (VF : Gauthier Battoue ; VQ : Louis-Philippe Berthiaume) : Ethan (adolescent)
- Britt Robertson (VF : Rebecca Benhamour ; VQ : Rachel Graton) : Hannah (adolescente)
- Dennis Quaid (VF : Bernard Lanneau ; VQ : Benoit Rousseau) : Ethan (adulte)
- Peggy Lipton (VF : Annie Sinigalia ; VQ : Valérie Gagné) : Hannah (adulte)
- Juliet Rylance (VF : Claire Guyot) : Elizabeth, la mère d'Ethan
- John Ortiz (VF : Jacques Bouanich ; VQ : Manuel Tadros) : Carlos
- Logan Miller (VQ : Gabriel Lessard) : Todd
- Kirby Howell-Baptiste (VF : Angèle Humeau ; VQ : Catherine Brunet) : Maya
- Pooch Hall : Al
- Luke Kirby (VF : Alexandre Gillet ; VQ : Maël Davan-Soulas) : Jim, le père d'Ethan
- Caroline Cave : Ellen
- Nicole LaPlaca : Wendi
- Gabrielle Rose (VF : Claudine Delvaux ; VQ : Johanne Garneau) : Grand-mère Fran
- Michael Bofshever (VF : Philippe Ariotti ; VQ : Marc Bellier) : Grand-père Bill
- Bryce Gheisar (VF : Alois Agaësse ; VQ : André Kasper) : Ethan (enfant)
- Michael Patric : Sam
- Primo Allon (VF : Christophe Desmottes) : Victor
- Kelly-Ruth Mercier : Vet

 Source et légende : version française (VF) sur RS Doublage ; version québécoise (VQ) sur Doublage.qc.ca

## Polémique lors du tournage du film
En janvier 2017, le site américain TMZ met en ligne une vidéo capturée lors du tournage du film qui a eu lieu en 2015 mettant en évidence un acte de maltraitance sur un chien. Les associations de protection des animaux appellent alors au boycott du film, et une association canadienne décide de porter plainte contre les cinéastes.
Quelques jours après la publication de cette vidéo qui a causé un vif émoi chez les internautes, l'association American Humane, qui était alors chargée par la société de production de veiller au bien-être des animaux durant le tournage du film, annonce qu'elle met immédiatement le représentant qui a assisté au tournage du film en congé administratif et qu'elle va faire appel à un tiers indépendant pour mener une enquête.
De son côté, le producteur du film se dit choqué par la vidéo et assure qu'aucun animal n'a été blessé durant le tournage du film. Il avoue aussi regretter d'avoir fait confiance à American Humane et de ne pas avoir été présent le jour où cet incident a eu lieu.
Le 5 février 2017, American Humane, l'association mise en cause dans cette affaire qui a par la suite mené une enquête indépendante pour comprendre ses actes, déclare que la vidéo présentée par TMZ a été « délibérément montée dans le but d'induire le public en erreur et de susciter l'indignation » : ainsi, American Humane a dévoilé une autre vidéo qui semble plutôt montrer que le chien aurait sauté de lui-même dans le bassin où il a été pris de panique et repêché par un secouriste puis conduit dans une tente où il aurait été examiné.

## Suite
- 2019 : Mes autres vies de chien de Gail Mancuso